# Satellite (canción de P.O.D.)
«Satellite» es una canción del grupo estadounidense P.O.D. que a su vez le da título a su álbum Satellite, editado en 2001. Fue lanzado el 20 de agosto de 2002 como cuarto y último sencillo del álbum.
El víde fue dirigido por Marcos Siega y fue estrenado el 25 de agosto de 2002 por MTV. Muestra material en vivo de su actuación en el Veterans United Home Loans Amphitheater en 2002 y segmentos filmados en un bosque interpretando la canción.

## Lista de canciones
Sencillo en CD
1. «Satellite»
2. «Critic»
3. «Youth of the Nation» (Mike$ki Remix)

## Posicionamiento
| Lista              | Posición |
| ------------------ | -------- |
| Mainstream Rock    | 15       |
| Modern Rock Tracks | 21       |